# Lucy Ellen Sewall

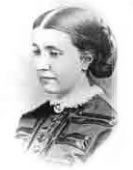
Lucy Ellen Sewall

Lucy Ellen Sewall (* 26. April 1837 in Roxbury, Massachusetts; † 13. Februar 1890 in Boston, Massachusetts) war eine amerikanische Ärztin. Sie gehörte zu den ersten Frauen, die in den USA Ärztin wurden.

## Leben und Werk
Sewall war die ältere Tochter von zwei Töchtern der Abolitionisten Louisa Maria Winslow und Samuel E. Sewall.  Als sie dreizehn Jahre alt war, starb ihre Mutter und ihr Vater heiratete sieben Jahre später ihre Tante Harriet Winslow List. Sewall lebte während ihrer Kindheit in Boston, Roxbury und Melrose.
1856 lernte sie Marie Zakrzewska kennen, die im Auftrag von Elizabeth Blackwell für das New England Hospital for Women and Children finanzielle Unterstützung bei ihrem Vater suchte. 1859 wurde Zakrzewska mit Ermutigung von Samuel Sewall Professorin für Geburtshilfe am New England Female Medical College in Boston. Sewall schrieb sich 1859 dort ein und machte 1862 ihren M.D.-Abschluss. Sie verbrachte danach ein Jahr in London und in Paris. 1862 verließ Zakrzewska das New England Female Medical College und gründete mit Hilfe von Samuel Sewall und anderen Bostoner Feministinnen das New England Hospital for Women and Children. 1863 kehrte Sewall nach Boston zurück, um dort niedergelassene Ärztin zu werden. Für den Rest ihres Lebens arbeitete sie auch in dem New England Female Medical College, sechs Jahre lang als niedergelassene Ärztin, von 1869 bis 1887 als behandelnde Ärztin und danach bis zu ihrem Tod als beratende Ärztin. Sie arbeitete ohne finanzielle Entschädigung und ernährte sich von ihrer Privatpraxis und einem von ihrer Mutter geerbten Treuhandfonds.

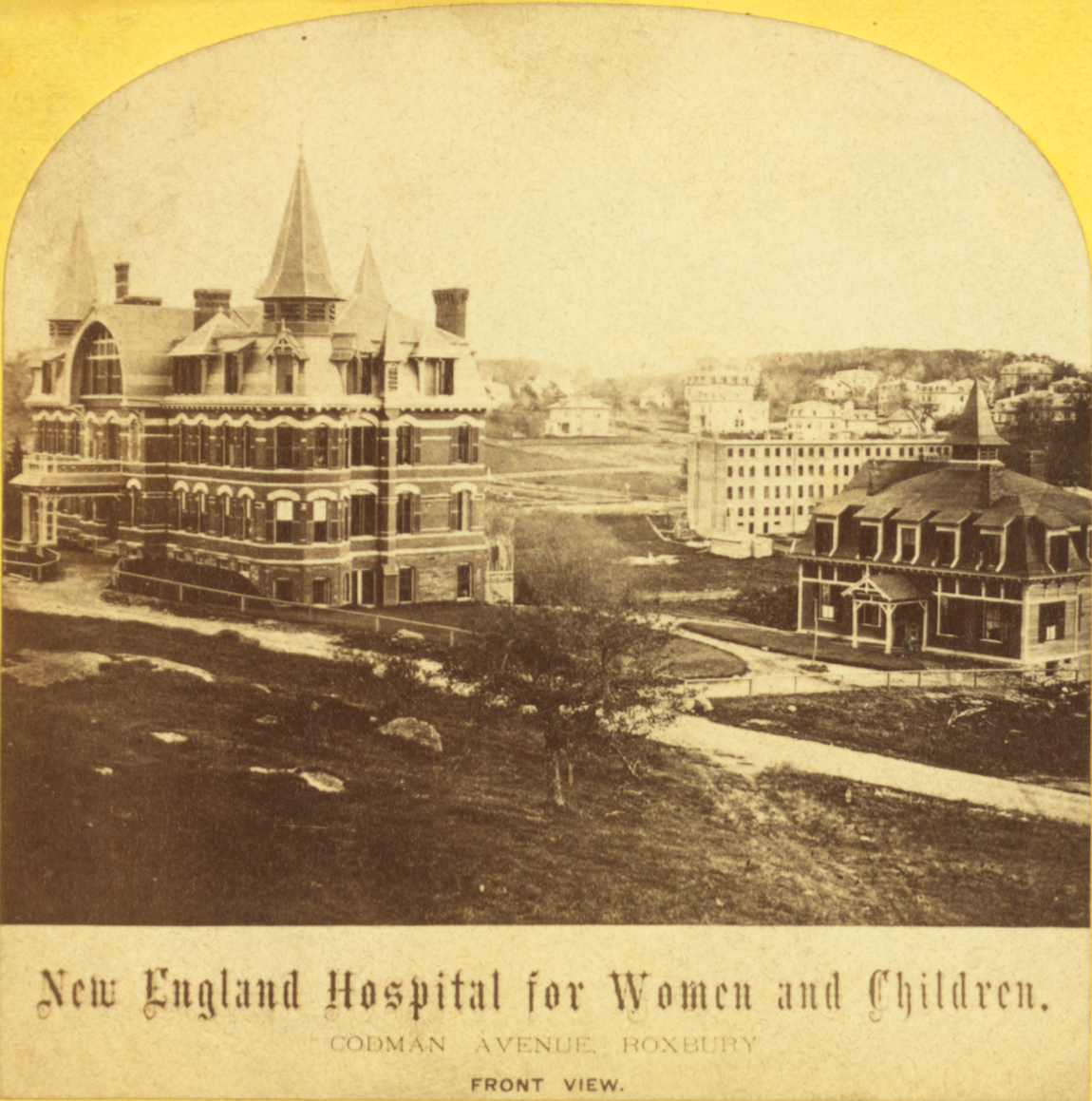
New England hospital for woman and children

Unter der Leitung von Sewall und Zakrzewska wurden in dem Krankenhaus und in der Ambulanz Frauen medizinisch und geburtshilflich versorgt, wobei viele aus großen Entfernungen kamen, um von einem fast ausschließlich weiblichen medizinischen Personal betreut zu werden. Das Krankenhaus war auch ein Ausbildungsort für Ärztinnen und Sewall war maßgeblich daran beteiligt, andere junge Frauen für den Arztberuf zu gewinnen.  Die Engländerin Sophia Jex-Blake war eine ihrer engsten Freundinnen und verbrachte mehrere Jahre als ihre Assistentin im Krankenhaus, bevor sie sich entschied, Ärztin zu werden. Susan Dimock, die  Sewells Nachfolge am Krankenhaus übernahm und Mary Corinna Putnam Jacobi, die im Krankenhaus praktizierte, bevor sie nach Paris ging, um ihr Studium fortzusetzen, sind drei von vielen, die als Pionierinnen im Arztberuf tätig waren.
Sewall versorgte in ihrer Privatpraxis Patientinnen aller sozialen Schichten und berechnete teilweise keine Gebühren. 1881 versuchte sie, die Harvard University dazu zu bringen, Frauen den Eintritt in die medizinische Fakultät zu ermöglichen. Mit einer Gruppe von acht Frauen bot sie 50.000 Dollar an, aber das Bemühen war erfolglos.
Sie starb 1890 in ihrem Haus in Boston an einer Herzerkrankung.

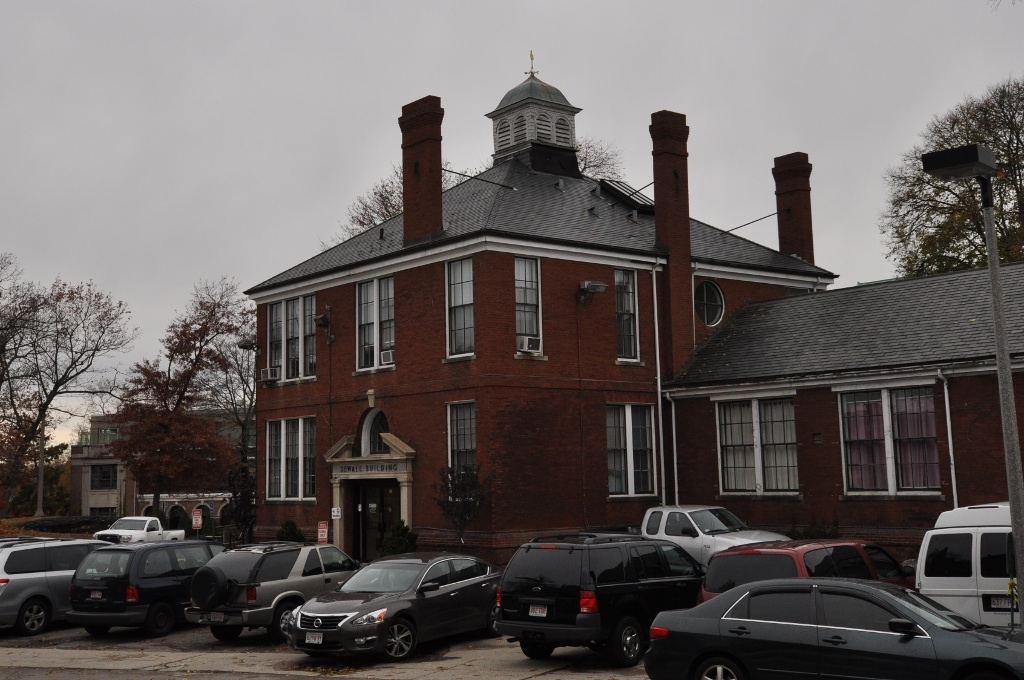
Das Sewall-Gebäude, 2013

1892 weihte das New England Hospital for Women and Children das Sewall Maternity Building zu Ehren von Samuel E. Sewall und Lucy E. Sewall ein.